# Liga de fútbol de Catar
La Liga de fútbol de Catar, también conocida por su nombre comercial Qatar Stars League, es la máxima categoría profesional de fútbol en Catar. En ella participan doce clubes, que participan o juegan entre los meses de septiembre y mayo.
La competición se celebró por primera vez en la temporada 1963-64. La liga cuenta con un sistema de ascensos y descensos a una segunda categoría semiprofesional, y por debajo no hay más divisiones. El club con más títulos es el Al-Sadd, con un total de diecisiete campeonatos.

## Historia
La primera temporada de la Liga de fútbol de Catar se disputó en la temporada 1963-64, con la participación de los principales clubes polideportivos del país. Del mismo modo, también se creó la segunda categoría. Durante muchos años no existió un sistema de ascensos y descensos, por lo que la estructura se mantuvo cerrada durante varios años, y las nuevas participaciones estaban condicionadas a franquicias de expansión.
En la década de 2000 la Asociación de Fútbol de Catar impulsó una expansión de la liga catarí, que pasó de nueve clubes a doce. La liga modificó sus estatutos en 2008 para adaptar una estructura completamente profesional y una vez se produjo el aumento de participantes, el campeonato cambió su nombre por el de Qatar Stars League (traducible como «Liga de las estrellas de Catar») a partir de la temporada 2009-10.
Otro aspecto importante para desarrollar la liga catarí fue la contratación de extranjeros con renombre, que estaban en sus últimos años de carrera, para darse a conocer a nivel internacional y aumentar el nivel de competitividad. En 2003 la Asociación de Fútbol de Catar permitió que los clubes pudieran gastar hasta diez millones de dólares para contratar extranjeros, lo que permitió la llegada de jugadores como Gabriel Batistuta o Josep Guardiola.
La liga de Catar ha destacado por atraer a futbolistas consagrados y en sus últimos años de carrera, atraídos por los altos sueldos que allí se pagan a los internacionales. En este campeonato han jugado estrellas del fútbol mundial como: Josep Guardiola, Gabriel Batistuta, Sonny Anderson, Marcel Desailly, Frank de Boer, Ronald de Boer, Mario Basler, Stefan Effenberg, Fernando Hierro, Romário, Frank Leboeuf, Christophe Dugarry, Claudio Caniggia, Taribo West, Ali Karimi, Jay-Jay Okocha, Juninho Pernambucano, Mario Melchiot, Zé Roberto, Raúl González, Xavi Hernández, Samuel Eto'o, Wesley Sneijder, Seydou Keita, Harry Kewell, Djibril Cissé, Mehdi Benatia, Mario Mandžukić, Santi Cazorla, Javi Martínez, James Rodríguez, Nigel de Jong, Marco Verratti, Philippe Coutinho, Hakim Ziyech.

## Sistema de competición
La temporada de la liga de Catar se celebra desde septiembre hasta mayo, con la participación de catorce clubes. El sistema de ligas catarí solo tiene dos categorías: la primera es la Qatar Stars League y la segunda se conoce como Qatargas League. Entre ellas existe un sistema de ascensos y descensos, por el que el último clasificado en la máxima categoría baja, mientras que el penúltimo disputa una promoción.
La liga consta de una única fase regular a ida y vuelta, donde todos los clubes habrán disputado veintiséis encuentros al término de la temporada. Cada victoria vale tres puntos, mientras que el empate se premia con uno para los dos equipos. Una vez se han disputado todos los partidos, el club con más puntos se proclama campeón de liga. Los cuatro primeros clasificados obtienen plaza en la Liga de Campeones de la AFC desde la fase de grupos y pueden disputar también la Copa Príncipe de la Corona de Catar.

## Equipos

### Temporada 2025-26

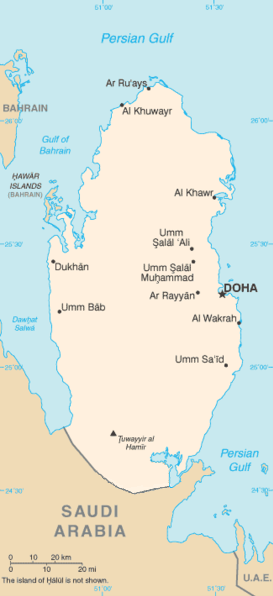
Catar

| Equipo          | Ciudad             | Estadio              | Capacidad |
| --------------- | ------------------ | -------------------- | --------- |
| Al-Ahli Doha    | Doha               | Hamad bin Khalifa    | 12 000    |
| Al-Arabi SC     | Doha               | Grand Hamad          | 13 000    |
| Al-Duhail SC    | Doha               | Abdullah Bin Khalifa | 9 000     |
| Al-Gharafa SC   | Doha               | Thani bin Jassim     | 25 000    |
| Al-Rayyan SC    | Rayán              | Áhmad bin Ali        | 45 032    |
| Al-Sadd SC      | Rayán              | Jassim bin Hamad     | 15 000    |
| Al-Sailiya SSC  | Doha               | Al-Ahli              | 10 000    |
| Al-Shahaniya SC | Doha               | Grand Hamad          | 13 000    |
| Al-Shamal SC    | Madinat ash Shamal | Al-Shamal            | 45 120    |
| Al-Wakrah SC    | Al Wakrah          | Al Janoub            | 40 000    |
| Qatar SC        | Doha               | Suheim Bin Hamad     | 20 000    |
| Umm-Salal SC    | Umm Salal          | Thani bin Jassim     | 25 000    |

## Palmarés
| Temporada | Campeón         | Subcampeón      | Máximo goleador                     | Club                         | Goles        |
| --------- | --------------- | --------------- | ----------------------------------- | ---------------------------- | ------------ |
| 1963-64   | Al-Maref        | -----           | Bandera de ?                        |                              |              |
| 1964-65   | Al-Maref        | -----           | Bandera de ?                        |                              |              |
| 1965-66   | Al-Maref        | -----           | Bandera de ?                        |                              |              |
| 1966-67   | Al-Oruba        | -----           | Bandera de ?                        |                              |              |
| 1967-68   | Al-Oruba        | -----           | Bandera de ?                        |                              |              |
| 1968-69   | Al-Oruba        | -----           | Bandera de ?                        |                              |              |
| 1969-70   | Al-Oruba        | -----           | Bandera de ?                        |                              |              |
| 1970-71   | Al-Oruba        | -----           | Bandera de ?                        |                              |              |
| 1971-72   | Al-Sadd SC      | -----           | Bandera de ?                        |                              |              |
| 1972-73   | Al Esteqlal     | -----           | Awodh Hassan                        | Al-Esteqlal                  | 10           |
| 1973-74   | Al-Sadd SC      | -----           | Mansoor Muftah                      | Al-Rayyan SC                 | 15           |
| 1974-75   | No disputado    | No disputado    | No disputado                        | No disputado                 | No disputado |
| 1975-76   | Al-Rayyan SC    | -----           | Jamal Al Khatib                     | Al-Esteqlal                  | 13           |
| 1976-77   | Al Esteqlal     | -----           | Mansoor Muftah                      | Al-Rayyan SC                 | 13           |
| 1977-78   | Al-Rayyan SC    | -----           | Mansoor Muftah                      | Al-Rayyan SC                 | 11           |
| 1978-79   | Al-Sadd SC      | -----           | Hassan Mattar                       | Al-Sadd SC                   | 11           |
| 1979-80   | Al-Sadd SC      | -----           | Mansoor Muftah                      | Al-Rayyan SC                 | 5            |
| 1980-81   | Al-Sadd SC      | -----           | Hassan Mattar                       | Al-Sadd SC                   | 9            |
| 1981-82   | Al-Rayyan SC    | -----           | Mansoor Muftah                      | Al-Rayyan SC                 | 19           |
| 1982-83   | Al-Arabi SC     | -----           | Mansoor Muftah                      | Al-Rayyan SC                 | 10           |
| 1983-84   | Al-Rayyan SC    | Al-Ahli Doha    | Mansoor Muftah                      | Al-Rayyan SC                 | 7            |
| 1984-85   | Al-Arabi SC     | Qatar SC        | Ahmed Yaqoub                        | Al-Arabi SC                  | 7            |
| 1985-86   | Al-Rayyan SC    | -----           | Mansoor Muftah                      | Al-Rayyan SC                 | 20           |
| 1986-87   | Al-Sadd SC      | -----           | Hassan Sabela                       | Al-Ahli Doha                 | 9            |
| 1987-88   | Al-Sadd SC      | -----           | Hassan Jowhar                       | Al-Sadd SC                   | 11           |
| 1988-89   | Al-Sadd SC      | -----           | Farshad Pious                       | Al-Ahli Doha                 | 9            |
| 1989-90   | Al-Rayyan SC    | -----           | Marco Antônio                       | Al-Arabi SC                  | 10           |
| 1990-91   | Al-Arabi SC     | -----           | Mahmoud Soufi Hassan Sabela         | Al-Ittihad Doha Al-Ahli Doha | 10           |
| 1991-92   | Al-Ittihad Doha | Qatar SC        | Mubarak Mustafa Rabah Madjer        | Al-Arabi SC Qatar SC         | 8            |
| 1992-93   | Al-Arabi SC     | -----           | Mubarak Mustafa                     | Al-Arabi SC                  | 9            |
| 1993-94   | Al-Arabi SC     | -----           | Ahmed Radhi                         | Al-Wakrah SC                 | 12           |
| 1994-95   | Al-Rayyan SC    | -----           | Mohammed Salem Al-Enazi             | Al-Rayyan SC                 | 9            |
| 1995-96   | Al-Arabi SC     | Al-Rayyan SC    | Richard Owebukeri                   | Al-Arabi SC                  | 16           |
| 1996-97   | Al-Arabi SC     | Al-Rayyan SC    | Mubarak Mustafa                     | Al-Arabi SC                  | 11           |
| 1997-98   | Al-Ittihad Doha | Al-Rayyan SC    | Hussein Ammouta                     | Al-Sadd SC                   | 10           |
| 1998-99   | Al-Wakrah SC    | Al-Ittihad Doha | Fabrice Akwa                        | Al-Wakrah SC                 | 11           |
| 1999-00   | Al-Sadd SC      | Al-Rayyan SC    | Mohammed Salem Al-Enazi             | Al-Rayyan SC                 | 14           |
| 2000-01   | Al-Wakrah SC    | Al-Arabi SC     | Mamoun Diop                         | Al-Wakrah SC                 | 14           |
| 2001-02   | Al-Ittihad Doha | Qatar SC        | Rachid Amrane                       | Al-Ittihad Doha              | 16           |
| 2002-03   | Qatar SC        | Al-Sadd SC      | Rachid Rokki                        | Al-Khor SC                   | 15           |
| 2003-04   | Al-Sadd SC      | Qatar SC        | Gabriel Batistuta                   | Al-Arabi SC                  | 25           |
| 2004-05   | Al-Gharafa SC   | Al-Rayyan SC    | Sonny Anderson                      | Al-Rayyan SC                 | 20           |
| 2005-06   | Al-Sadd SC      | Qatar SC        | Carlos Tenorio                      | Al-Sadd SC                   | 21           |
| 2006-07   | Al-Sadd SC      | Al-Gharafa SC   | Younis Mahmoud                      | Al-Gharafa SC                | 24           |
| 2007-08   | Al-Gharafa SC   | Al-Sadd SC      | Clemerson de Araújo                 | Al-Gharafa SC                | 27           |
| 2008-09   | Al-Gharafa SC   | Al-Sadd SC      | Magno Alves                         | Umm-Salal SC                 | 25           |
| 2009-10   | Al-Gharafa SC   | Al-Sadd SC      | Cabore Younis Mahmoud               | Al-Arabi SC Al-Gharafa SC    | 21           |
| 2010-11   | Lekhwiya SC     | Al-Gharafa SC   | Younis Mahmoud                      | Al-Gharafa SC                | 15           |
| 2011-12   | Lekhwiya SC     | El-Jaish SC     | Adriano Ferreira                    | El-Jaish SC                  | 18           |
| 2012-13   | Al-Sadd SC      | Lekhwiya SC     | Sebastián Soria                     | Lekhwiya SC                  | 19           |
| 2013-14   | Lekhwiya SC     | El-Jaish SC     | Alain Dioko Kaluyituka              | Al-Ahli Doha                 | 22           |
| 2014-15   | Lekhwiya SC     | Al-Sadd SC      | Alain Dioko Kaluyituka              | Al-Ahli Doha                 | 25           |
| 2015-16   | Al-Rayyan SC    | El-Jaish SC     | Rodrigo Tabata Abderrazak Hamdallah | Al-Rayyan SC El-Jaish SC     | 21           |
| 2016-17   | Lekhwiya SC     | Al-Sadd SC      | Youssef El-Arabi Baghdad Bounedjah  | Lekhwiya SC Al-Sadd SC       | 24           |
| 2017-18   | Al-Duhail SC    | Al-Sadd SC      | Youssef El-Arabi                    | Al-Duhail SC                 | 26           |
| 2018-19   | Al-Sadd SC      | Al-Duhail SC    | Baghdad Bounedjah                   | Al-Sadd SC                   | 39           |
| 2019-20   | Al-Duhail SC    | Al-Rayyan SC    | Akram Afif                          | Al-Sadd SC                   | 15           |
| 2020-21   | Al-Sadd SC      | Al-Duhail SC    | Baghdad Bounedjah                   | Al-Sadd SC                   | 21           |
| 2021-22   | Al-Sadd SC      | Al-Duhail SC    | Michael Olunga                      | Al-Duhail SC                 | 25           |
| 2022-23   | Al-Duhail SC    | Al-Arabi SC     | Michael Olunga                      | Al-Duhail SC                 | 22           |
| 2023-24   | Al-Sadd SC      | Al-Rayyan SC    | Akram Afif                          | Al-Sadd SC                   | 26           |
| 2024-25   | Al-Sadd SC      | Al-Duhail       | Róger Guedes                        | Al-Rayyan SC                 | 21           |

### Títulos por club
| Club                       | Campeón | Años campeón                                                                                               |
| -------------------------- | ------- | --- |
| Al-Sadd SC                 | 18      | 1972, 1974, 1979, 1980, 1981, 1987, 1988, 1989, 2000, 2004, 2006, 2007, 2013, 2019, 2021, 2022, 2024, 2025 |
| Qatar SC                   | 8       | 1967, 1968, 1969, 1970, 1971, 1973, 1977, 2003                                                             |
| Al-Rayyan SC               | 8       | 1976, 1978, 1982, 1984, 1986, 1990, 1995, 2016                                                             |
| Al-Duhail SC (Lekhwiya SC) | 8       | 2011, 2012, 2014, 2015, 2017, 2018, 2020, 2023                                                             |
| Al-Arabi SC                | 7       | 1983, 1985, 1991, 1993, 1994, 1996, 1997                                                                   |
| Al-Gharafa SC              | 7       | 1992, 1998, 2002, 2005, 2008, 2009, 2010                                                                   |
| Al-Maref †                 | 3       | 1964, 1965, 1966                                                                                           |
| Al-Wakrah SC               | 2       | 1999, 2001                                                                                                 |

- † Equipo desaparecido.

### Total de títulos por ciudad
| Ciudad    | Títulos | Clubes                                                                                            |
| --------- | ------- | ------------------------------------------------------------------------------------------------- |
| Doha      | 51      | Al-Sadd SC (18), Qatar SC (8), Al-Duhail SC (8), Al-Gharafa SC (7), Al-Arabi SC (7), Al Maref (3) |
| Ar Rayyan | 8       | Al-Rayyan SC (8)                                                                                  |
| Al Wakrah | 2       | Al-Wakrah SC (2)                                                                                  |

## Títulos de goleo por temporada
| Rank | Futbolista              | Clubes    | Títulos | Temporadas                                                               |
| ---- | ----------------------- | --------- | ------- | ------------------------------------------------------------------------ |
| 1    | Mansoor Muftah          | Catar     | 8       | 1973–74, 1976-1977, 1977–78, 1979–80, 1981–82, 1982–83, 1983–84, 1985–86 |
| 2    | Mubarak Mustafa         | Catar     | 3       | 1991–92, 1992–93, 1996–97                                                |
| 2    | Younis Mahmoud          | Irak      | 3       | 2006–07, 2009–10, 2010–11                                                |
| 2    | Baghdad Bounedjah       | Argelia   | 3       | 2016–17, 2018–19, 2020–21                                                |
| 5    | Hassan Mattar           | Irak      | 2       | 1978–79, 1980–81                                                         |
| 5    | Hassan Sabela           | Catar     | 2       | 1986–87, 1990–91                                                         |
| 5    | Mohammed Salem Al-Enazi | Catar     | 2       | 1994–95, 1999–2000                                                       |
| 5    | Dioko Kaluyituka        | RD Congo  | 2       | 2013–14, 2014–15                                                         |
| 5    | Youssef El-Arabi        | Marruecos | 2       | 2016–17, 2017–18                                                         |
| 5    | Michael Olunga          | Kenia     | 2       | 2021–22, 2022–23                                                         |
| 5    | Akram Afif              | Catar     | 2       | 2019–20, 2023–24                                                         |

## Goleadores históricos
- Actualizado al final de temporada 2023-24.
| Rank | Futbolista          | Club                                                                    | Periodo   | Goles | Apariciones |
| ---- | ------------------- | ----------------------------------------------------------------------- | --------- | ----- | ----------- |
| 1    | Sebastián Soria     | Al-Gharafa SC, Qatar SC, Al-Rayyan SC, Al-Duhail SC, Al-Arabi SC        | 2004–     | 209   | 418         |
| 2    | Mansour Muftah      | Al-Rayyan SC, Al-Wakrah SC                                              | 1973–1998 | 182   |             |
| 3    | Baghdad Bounedjah   | Al Sadd SC                                                              | 2015–     | 150   | 157         |
| 4    | Rodrigo Tabata      | Al-Rayyan SC, Al Sadd SC                                                | 2011–     | 148   | 269         |
| 5    | Younis Mahmoud      | Al-Gharafa SC, Al Sadd SC, Al-Arabi SC, Al-Khor SC, Al-Wakrah SC        | 2004–2013 | 131   | 190         |
| 6    | Meshal Abdullah     | Al-Gharafa SC, Qatar SC, Al-Wakrah SC, Al-Sailiya SC, Al Ahli SC        | 1999–2010 | 123   | 354         |
| 7    | Youssef Msakni      | Al-Arabi SC, Al-Duhail SC                                               | 2013–     | 105   | 178         |
| 8    | Hassan Al-Haydos    | Al Sadd SC                                                              | 2007–     | 99    | 328         |
| 9    | Akram Afif          | Al Sadd SC                                                              | 2018–     | 99    | 114         |
| 10   | Nam Tae-hee         | Al Sadd SC, Al-Duhail SC                                                | 2012–     | 94    | 231         |
| 11   | Mubarak Mustafa     | Al-Arabi SC, Al-Khor SC, Al-Gharafa SC                                  | 1990–2007 | 91    | 179         |
| 12   | Dioko Kaluyituka    | Al-Duhail SC, Al-Gharafa SC, Al Kharaitiyat SC, Muaither SC, Al Ahli SC | 2011–2017 | 84    | 121         |
| 13   | Khalfan Ibrahim     | Al-Arabi SC, Al Sadd SC, Al-Rayyan SC                                   | 2004–2020 | 83    | 241         |
| 14   | Youssef El-Arabi    | Al-Duhail SC                                                            | 2016–2019 | 76    | 59          |
| 15   | Moumouni Dagano     | Al-Sailiya SC, Qatar SC, Al-Shamal SC, Al-Duhail SC, Al-Khor SC         | 2008–2015 | 72    | 158         |
| 16   | Akwá                | Qatar SC, Al-Gharafa SC, Al-Wakrah SC                                   | 1998–2006 | 70    | 123         |
| 17   | Clemerson de Araújo | Al-Gharafa SC                                                           | 2007–2010 | 68    | 84          |
| 18   | Rachid Rokki        | Al-Khor SC, Umm Salal SC                                                | 2000–2008 | 65    | 118         |
| 19   | Carlos Tenorio      | Al Sadd SC                                                              | 2003–2008 | 63    | 88          |
| 20   | Leonardo Pisculichi | Al-Arabi SC                                                             | 2007–2012 | 63    | 112         |

## Clasificación histórica
A continuación, se muestra la tabla histórica del Liga de fútbol de Catar desde el profesionalismo en la temporada 2008-09 hasta la terminada 2024-25.
| Pos. | Equipos           | PJ  | G   | E   | P   | GF  | GC  | Dif. | Pts. |
| ---- | ----------------- | --- | --- | --- | --- | --- | --- | ---- | ---- |
| 1    | Al-Sadd SC        | 385 | 251 | 72  | 62  | 732 | 430 | +602 | 857  |
| 2    | Al-Duhail SC      | 346 | 228 | 60  | 58  | 792 | 373 | +419 | 744  |
| 3    | Al-Rayyan SC      | 369 | 185 | 84  | 100 | 712 | 481 | +231 | 639  |
| 4    | Al-Gharafa SC     | 395 | 183 | 83  | 129 | 695 | 590 | +105 | 632  |
| 5    | Al-Arabi SC       | 395 | 147 | 93  | 155 | 590 | 631 | -41  | 534  |
| 6    | Qatar SC          | 359 | 128 | 100 | 151 | 468 | 535 | -67  | 474  |
| 7    | Umm-Salal SC      | 395 | 116 | 121 | 158 | 492 | 621 | -129 | 469  |
| 8    | Al-Wakrah SC      | 351 | 118 | 83  | 160 | 493 | 575 | -82  | 426  |
| 9    | Al Ahli SC        | 347 | 109 | 72  | 166 | 480 | 661 | -181 | 399  |
| 10   | Al-Khor SC        | 351 | 83  | 102 | 154 | 385 | 529 | -145 | 363  |
| 11   | Al-Sailiya SC     | 329 | 95  | 73  | 161 | 425 | 577 | -152 | 358  |
| 12   | Al-Kharitiyath SC | 285 | 72  | 65  | 148 | 311 | 516 | -205 | 281  |
| 13   | El-Jaish SC       | 148 | 81  | 26  | 41  | 259 | 176 | +83  | 269  |
| 14   | Al-Shamal SC      | 136 | 30  | 26  | 78  | 166 | 293 | -129 | 116  |
| 15   | Al-Shahaniya SC   | 118 | 25  | 37  | 56  | 135 | 231 | -96  | 112  |
| 16   | Al-Markhiya SC    | 66  | 14  | 13  | 39  | 69  | 129 | -60  | 55   |
| 17   | Muaither SC       | 74  | 12  | 12  | 50  | 86  | 172 | -86  | 48   |
| 18   | Al-Mesaimmer SC   | 26  | 1   | 3   | 22  | 15  | 62  | -47  | 6    |

## Los fichajes más caros de la historia del fútbol catari
| Pos | Jugador        | Club           | Eq. procedencia          | Millones € | Referencias |
| --- | -------------- | -------------- | ------------------------ | ---------- | ----------- |
| 1º  | Marco Verratti | Al-Arabi S. C. | Paris Saint-Germain      | 45         | [ 14 ]      |
| 2º  | Shōya Nakajima | Al-Duhail S.C. | Portimonense S.C.        | 35         | [ 15 ]      |
| 3º  | Claudinho      | Al-Sadd S.C.   | Zenit de San Petersburgo | 20         | [ 16 ]      |
| 4º  | Mohamed Camara | Al-Sadd S.C.   | A.S. Monaco              | 16,5       | [ 17 ]      |
| 5º  | Tuta           | Al-Duhail S.C. | Eintracht Fráncfort      | 15         | [ 18 ]      |

Fonte: GE. Actualizado en 8 de agosto de 2025.